# Charles Jourdain
Pour les articles homonymes, voir Charles Jourdain (homonymie) et Jourdain (homonymie).
Charles Marie Gabriel Bréchillet Jourdain est un philosophe et littérateur français né le 24 août 1817 à Paris et mort le 20 juillet 1886 à  Saint-Leu-Taverny (Val-d'Oise). 

## Biographie
Charles Jourdain est le fils d'Amable Jourdain
Après avoir fait son droit, il prit le grade de docteur ès lettres en 1838, se fit recevoir agrégé des classes de philosophie en 1840, puis entra dans l'enseignement, fut chargé de conférences au collège Henri-IV, devint professeur de philosophie à Reims, au collège Stanislas (1842) et au collège Bourbon (1847). En 1849, il entra comme chef de cabinet au ministère de l'Instruction publique et des Cultes, devint ensuite chef du secrétariat (1850) et reçut deux ans plus tard l'emploi de chef de la division de comptabilité. Il fait partie des membres du 1er Conseil général de L'Œuvre des Écoles d'Orient le 25 avril 1856, plus connue actuellement sous le nom de l’Œuvre d’Orient. L'Académie des inscriptions et belles-lettres l'a reçu, en 1863, au nombre de ses membres, en remplacement de Berger de Xivrey. 
Charles Marie Gabriel Bréchillet Jourdain, qui a pris une part active à la fameuse loi sur l'enseignement du 15 mars 1850, loi proposée par M. de Falloux et qui a donné au clergé la haute main sur l'enseignement. M. Jourdain s'est attaché, dans la plupart de ses écrits, à allier la philosophie et la religion.
Charles Marie Gabriel Bréchillet Jourdain a donné de nombreux articles au Dictionnaire des sciences philosophiques, à la Revue de l’instruction publique, à la Revue contemporaine, etc. Enfin il a édité plusieurs ouvrages, notamment les Œuvres philosophiques d'Antoine Arnauld (1845), les Œuvres philosophiques de Nicole (1845), la Logique de Port-Royal (1854), le tome II des Œuvres d'Abailard (1859), etc.
Il est inhumé le 24 juillet 1886 au cimetière de Montmartre 21e division.

## Œuvres
- Dissertation sur l'état de la philosophie naturelle en Occident, et principalement en France, pendant la première moitié du XIIe siècle (1838, in-8°), thèse de doctorat
- Doctrina Johannis Gersonii de theologia mystica (1838, in-8°)
- Questions de philosophie (Paris, 1847), pour l'examen du baccalauréat, manuel réédité sous le titre de Questions de logique (1852)
- Budget de l’instruction publique et des établissements scientifiques et littéraires (1857, in-8°);
- la philosophie de saint Thomas d'Aquin (Paris, 1858, 2 vol.  in-8°), travail couronné par l'Académie des sciences morales
- Le budget des cultes en France depuis le Concordat (1859, in-8°)
- Sextus Empiricus et la philosophie scolastique (1858, in-8°)
- Histoire de l'Université de Paris au XVIIe  et au  XVIIIe siècle (1862-1864, in-fol.)
- L'université de Toulouse au XVIIe siècle, documents inédits (1863, in-8°)
- Allocution prononcée à la distribution des prix du lycée Condorcet

### Sources
- Grand dictionnaire universel du XIXe siècle